# Comté de Bryan (Géorgie)
Pour les articles homonymes, voir Comté de Bryan.
Le comté de Bryan est l'un des comtés de l'État de Géorgie. Le chef-lieu du comté se situe à Pembroke.

## Démographie
| 1800  | 1810  | 1820  | 1830  | 1840  | 1850  |
| ----- | ----- | ----- | ----- | ----- | ----- |
| 2 836 | 2 827 | 3 021 | 3 139 | 3 182 | 3 424 |

| 1860  | 1870  | 1880  | 1890  | 1900  | 1910  |
| ----- | ----- | ----- | ----- | ----- | ----- |
| 4 015 | 5 252 | 4 929 | 5 520 | 6 122 | 6 702 |

| 1920  | 1930  | 1940  | 1950  | 1960  | 1970  |
| ----- | ----- | ----- | ----- | ----- | ----- |
| 6 343 | 5 952 | 6 288 | 5 965 | 6 226 | 6 539 |

| 1980   | 1990   | 2000   | 2010   | - | - |
| ------ | ------ | ------ | ------ | - | - |
| 10 175 | 15 438 | 23 417 | 30 233 | - | - |